# 우치다 마유미
우치다 마유미(일본어: 内田 眞由美, 1993년 12월 27일 ~ )는 일본의 아이돌이며, 여성 아이돌 그룹 전 AKB48 팀B의 멤버이다.
도쿄도 하치오지시 출신.

## 내력
2007년
- 《AKB48 제2회 연구생 (5기생) 오디션》에 합격. 타카하시 미나미의 팬이었던 것으로부터 AKB48의 오디션에 응모했다.

2009년
- 8월 23일에 개최된 《요미우리 신문 창간 135주년 기념 콘서트 AKB104 선발 멤버 내각 조성 축제》의 밤공연에서, 10월부터 팀K 멤버로 승격하는 것이 발표되었다(실제 승격일은 2010년 3월 12일).
- 9월 21일에 개최된 《AKB48 19th 싱글 선발 가위바위보 대회》에서는 1위로, 첫 미디어 선발이 되었다.

2010년
- 3월 25일에 개최된 《AKB48 만석 축제 희망 찬반양론》의 밤공연에서, Mousa로의 이적 타진이 발표되어 4월 22일에 AKS에서 동사 소속이 되었던 것이 홈페이지에서 발표되었다.
- 9월 21일에 개최된 《AKB48 19th 싱글 선발 가위바위보 대회》에서는 우승(1위)을 하여, 12월 8일 발매한 19th 싱글 〈찬스의 차례〉에서는 첫 미디어 선발이 되었고, 동시에 첫 센터 포지션을 맡았다.
- 11월 4일, LGMonkees의 〈Life feat.Noa〉의 뮤직 비디오에 한 장면이지만, 가위바위보 대결로 출연한다[1].
- 12월 15일, 호시노 아키와 함께 백 브랜드 〈SAVOY〉 오모테산도 본점의 개업전 이벤트에 출석한다. 우치다에 있어서는 처음인 단독으로의 이벤트 참가가 되었다.

2012년
- 9월 18일에 개최된 《AKB48 29th 싱글 선발 가위바위보 대회》에서는 4위로, 선발이 되었다[2].
- 12월 27일, 생일을 기회로 공식 닉네임을 〈우치다 상〉으로 개명(이름 붙인 것은 이타노 토모미)[3][4].

2013년
- 2월 22일, 포토 에세이 《바위로 스며드는 “우치다 상”의 목소리》가 발매되었다[5].

2014년
- 3월 31일, 이 날로 Mousa를 계약 만료때문에 퇴사[6].
- 4월 1일, AKS로 이적.
- 4월 29일, 도쿄 도 신주쿠구 햐쿠닌 쵸에, 자신이 오너를 맡는 야키니쿠점 〈야키니쿠 IWA〉를 오픈[7].

2015년
- 8월 7일, AKB48를 졸업하는 것을 발표한다.
- 8월 22일, AKB48 극장에서 졸업공연을 했다.
- 10월 25일, 악수회를 기해 AKB48를 졸업하였다.

## 인물
- 왼손잡이이다.

### AKB48 관련
- 캐치프레이즈는, 〈작아도 열정적인 생각은 에베레스트 급〉.
- 측전과 훌라후프에 자신이 있고, 마찬가지로 이것들을 자랑으로 여기는 스즈키 마리야·요코야마 유이·나가오 마리야와 〈체육회계 아이돌〉을 결성하고 있다. 그 외에 사이가 좋은 멤버는 니토 모에노(졸업), 사시하라 리노(HKT48), 오오야 시즈카. 오시멘은 마츠바라 나츠미(졸업). 존경하는 사람은 아키모토 사야카(졸업)와 타카하시. 키타하라 리에에 대해서는, 동기이지만 왠지 교류가 적고, 이야기해 보고 싶다고 했다.
- 제일 좋아하는 악곡은, 자신이 첫 센터 포지션을 맡은 〈찬스의 차례〉로, 이 때의 순백의 의상도 마음에 든다고 한다. 또, 해당 싱글의 자켓 타이틀 문자도 우치다가 쓴 것을 사용하고 있다.

## AKB48에서의 참가곡

### 싱글 CD 선발곡
- 〈RIVER〉에 수록
  - ひこうき雲 / 비행기 구름 - 시어터 걸즈 명의
- 〈ポニーテールとシュシュ 포니테일과 슈슈〉에 수록
  - 僕のYELL / 나의 YELL - 시어터 걸즈 명의
- 〈Beginner〉에 수록
  - 泣ける場所 / 울 수 있는 장소 - DIVA 명의
- チャンスの順番 / 찬스의 차례
  - ALIVE - 팀K 명의
- 〈桜の木になろう 벚나무가 되리〉에 수록
  - 偶然の十字路 / 우연의 십자로 - 언더 걸즈 명의
- 〈Everyday、カチューシャ Everyday, 카츄샤〉에 수록
  - 人の力 / 사람의 힘 - 언더 걸즈 명의
- 〈風は吹いている 바람은 불고 있어〉에 수록
  - Vamos - 언더 걸즈 장미조 명의
- 上からマリコ / 위에서부터 마리코
  - ゼロサム太陽 / 제로섬 태양 - 팀K 명의
- 〈GIVE ME FIVE!〉에 수록
  - ユングやフロイトの場合 / 융이나 프로이트의 경우 - 스페셜 걸즈C 명의
- 〈真夏のSounds good ! 한여름의 Sounds good !〉에 수록
  - 3つの涙 / 3개의 눈물 - 스페셜 걸즈 명의
- 〈ギンガムチェック 깅엄 체크〉에 수록
  - あの日の風鈴 / 그 날의 풍경 - 웨이팅 걸즈 명의
- 〈UZA〉에 수록
  - スクラップ&ビルド / 스크랩&빌드 - 팀K 명의
- 永遠プレッシャー / 영원 프레셔
- 〈So long !〉에 수록
  - 夕陽マリー / 석양 매리 - 오오시마 팀K 명의
- 〈さよならクロール 안녕 크롤〉에 수록
  - How come ? - 팀K 명의
- 〈ハート・エレキ 하트 일렉트릭 기타〉에 수록
  - 細雪リグレット / 가루눈 리그렛 - 팀K 명의
- 〈前しか向かねえ 앞 밖에 보지 않아〉에 수록
  - 恋とか… / 사랑이라던가…
- 〈ラブラドール･レトリバー 래브라도 리트리버〉에 수록
  - 愛しきライバル / 사랑스러운 라이벌 - 팀K 명의
- 〈希望的リフレイン 희망적 리프레인〉에 수록
  - 初めてのドライブ / 첫 드라이브 - 팀K 명의
  - Reborn - 팀 서프라이즈 명의

### 앨범 CD 선발곡
- 《神曲たち 최고의 곡들》에 수록
  - 君と虹と太陽と / 너와 무지개와 태양과
- 《ここにいたこと 여기에 있던 것》에 수록
  - 僕にできること / 내가 할 수 있는 것 - 팀K 명의
  - ここにいたこと / 여기에 있던 것
- 《1830m》에 수록
  - 家出の夜 / 가출의 밤 - 팀K 명의
  - 青空よ 寂しくないか? / 푸른 하늘이여 외롭지 않은가? - AKB48+SKE48+NMB48+HKT48 명의
- 《次の足跡 다음 발자국》에 수록
  - 共犯者 / 공범자 - 팀K 명의
- 《ここがロドスだ、ここで跳べ! 여기가 로도스다, 여기서 뛰어라!》에 수록
  - Conveyor - 팀K 명의

## 출연

### 드라마
- 마지스카 학원 제11화·최종화 (2010년 3월 19일·26일, TV 도쿄) - 마유미 역
- 마지스카 학원 2 (2011년 4월 22일 ~ 7월 1일, TV 도쿄) - 쟝켄 역
- 쇼무니 2013 제3화 (2013년 7월 24일, 후지 TV) - 갤럭티카 3자매 역 ※나카타 치사토, 타나베 미쿠와 함께 출연.

## 서적

### 단편집
- 말할 수 없는 연심 (2014년 1월 31일, KADOKAWA)

### 캘린더
- 우치다 마유미 2012년 캘린더 (2011년 11월 19일, 하고로모)
- 탁상 우치다 마유미 2013년 캘린더 (2012년 12월 7일, 하고로모)
- 탁상 우치다 마유미 2014년 캘린더 (2013년 12월 6일, 하고로모)

### 포토 에세이
- 바위로 스며드는 “우치다 상”의 목소리 (2013년 2월 22일, 신진부츠오라이샤)